# MVP I ligi polskiej w koszykówce kobiet
MVP I ligi polskiej w koszykówce kobiet – nagroda przyznawana corocznie od sezonu 2015/2016 najlepszym zawodniczkom poszczególnych grup I ligi koszykówki żeńskiej w Polsce, reprezentującej II poziom rozgrywkowy w kraju. Wyboru dokonują trenerzy drużyn I ligi. Według regulaminu trenerzy nie mogą głosować na trenowane przez siebie zawodniczki.

## Laureatki MVP
| Sezon     | Grupa A                                                   | Grupa B                                            |
| --------- | --------------------------------------------------------- | -------------------------------------------------- |
| 2015/2016 | Anna Dąbek (PTS Lider Pruszków)                           | Alicja Bednarek (ŁKS SMS Łódź)                     |
| 2016/2017 | Paulina Kuras (AZS Uniwersytet Gdański)                   | Żaneta Durak (Pomarańczarnia MUKS Poznań)          |
| 2017/2018 | Olivia Szumełda-Krzycka (Panattoni Europe Lider Pruszków) | Agnieszka Krzywoń (AZS Politechnika Korona Kraków) |
| 2018/2019 | Klaudia Sosnowska (Panattoni Europe Lider Pruszków)       | Martyna Stasiuk (KS JAS-FBG Zagłębie Sosnowiec)    |
| 2019/2020 | Olivia Szumełda-Krzycka (MKS Pruszków)                    | Aleksandra Wojtala (CTL Zagłębie Sosnowiec)        |
| 2020/2021 | Klaudia Sosnowska (SKK Polonia Warszawa)                  | Aleksandra Zięmborska (MUKS Poznań)                |
| 2021/2022 | Marzena Marciniak (Iodica TopMarket MKS Pruszków)         | Ewelina Gala (Widzew Łódź)                         |